# Ellen Fiedler
Ellen Fiedler, född den 26 november 1958 som Ellen Neumann, är en tysk före detta friidrottare som tävlade i häcklöpning för Östtyskland.
Fiedler deltog vid det första världsmästerskapet 1983 i Helsingfors där hon blev bronsmedaljör på 400 meter häck. Vid samma mästerskap ingick hon i laget som vann guld på 4 x 400 meter. Hon sprang där bara i försöken och inte i finalen. 
Hon deltog vid Olympiska sommarspelen 1988 i Seoul där hon blev bronsmedaljör på 400 meter häck.

## Personliga rekord
- 400 meter häck - 53,63 från 1988